# Tetropium schwerdtfegeri
Tetropium schwerdtfegeri là một loài bọ cánh cứng trong họ Cerambycidae.